# Patrice Roussel
Patrice Roussel (ur. 13 stycznia 1963 roku w Nantes) – francuski kierowca wyścigowy.

## Kariera
Roussel rozpoczął karierę w międzynarodowych wyścigach samochodowych w 1986 roku od startów we Francuskiej Formule Renault, gdzie trzykrotnie stawał na podium, w tym raz na jego najwyższym stopniu. Z dorobkiem 67 punktów został sklasyfikowany na piątej pozycji w klasyfikacji generalnej. W późniejszych latach Francuz pojawiał się także w stawce Francuskiej Formuły 3, 24-godzinnego wyścigu Le Mans, International Sports Racing Series, Grand American Rolex Series, American Le Mans Series oraz European Le Mans Series.